# Bindinc.

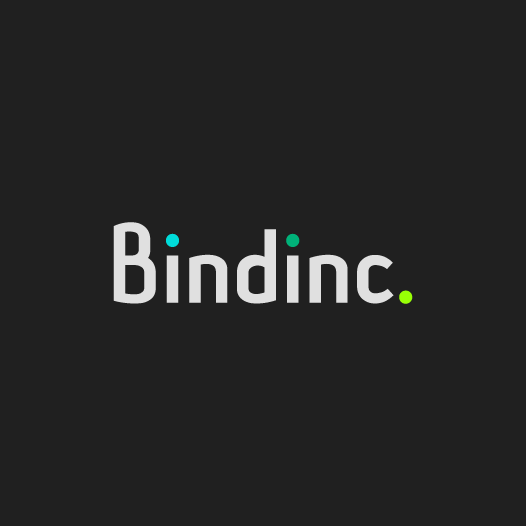
Logo der Bindinc. BV

Bindinc. ist ein niederländischer Verlag für Programmzeitschriften in Hilversum. Es wurde am 1. Januar 1995 in Zusammenarbeit mit dem niederländischen Medienunternehmen VNU als BV Programmabladen AKN gegründet und diente als Herausgeber der Programmzeitschriften der Rundfunkgesellschaften AVRO, KRO und NCRV. Einige dieser Publikationen erschienen bereits Jahrzehnte vor der Gründung Bindinc.s. Die Auflage betrug 1995 zwei Millionen Exemplare bei einem Nettoumsatz von 130 Millionen Gulden (59 Millionen Euro). Zu einem späteren Zeitpunkt kam noch das Programm der TROS hinzu. 1999 wurde die Onlinezeitschrift TVgids.nl ins Leben gerufen. 25 Prozent der Unternehmensanteile hält das Unternehmen DPG Media, nachdem es 2020 diesen Anteil zusammen mit der niederländischen Sektion des finnischen Medienkonzerns Sanoma übernahm.
Der Verlag, welcher Marktführer bei gedruckten Programmzeitschriften ist, wechselte zum 1. Februar 2011 seinen Namen zu Bindinc (mit Punkt). Das Wort ist ein Kofferwort aus den Bestandteilen „Binding“ (für „Bindung“) und Incorporation (für Körperschaft, also Unternehmen).
Folgende Programmzeitschriften werden heute von Bindinc. herausgegeben: Televizier, Avrobode, Blijtijds, KRO Magazine, Mikro Gids, NCRV-gids und TVFilm. Zusammen erreichen sie nach Bekunden des Verlags 1,4 Millionen Leser.
Im Internet ist Bindinc. mit TVgids.nl, Televizier.nl und Guidinc.nlvertreten.

## Preisverleihungen
Jährlich im Oktober findet die Gouden Televizier-Ring Gala statt, bei der landesweit beachtete Fernsehpreise übergeben werden.
Seit 2020 organisiert Bindinc. den „de Guidinc. Streaming Video Award“ für die besten Filme, Serien und Dokumentationen auf niederländischen Streamingdiensten.
Selbst erhielten sie 2021 und 2022 in einem, durch die niederländische Internetbranche organisierten, öffentlichen Wettbewerb für ihre Website TVgids.nl den Titel „Website des Jahres“ („Website van het Jaar“).